# Китайская православная церковь
Кита́йская правосла́вная це́рковь (кит. трад. 中華東正教會, упр. 中华东正教会, пиньинь Zhōnghuá Dōngzhèngjiàohuì, палл. Чжунхуа Дунчжэнцзяохуэй) — автономная православная церковь на территории Китая, входящая в состав Московского патриархата.
Образована 23 ноября 1956 года решением Священного синода Московского патриархата. В конце 1960-х годов практически прекратила своё видимое существование и де-факто не восстановлена до сего времени и не имеет регистрации на уровне общегосударственного религиозного учреждения в силу малочисленности и разрозненности, хотя в Московской патриархии продолжают считать её существующей.
На 2020 год существовали четыре легально действовавших прихода Китайской православной церкви: в Харбине, Лабдарине, Инине, Урумчи. На данный момент в Китайской православной церкви служат два священника — иерей Александр Юй (Харбин) и иерей Павел Сунь Мин (Лабудалинь). Существует официальный диалог между Русской православной церковью и Управлением по делам религии КНР с целью нормализации положения Китайской православной церкви. С 2011 года храм Николая Чудотворца в Голутвине в Москве имеет статус подворья Китайской православной церкви.
Православные священники из России совершают богослужения для российских граждан на территории дипломатических представительств Российской Федерации в Пекине и Шанхае. Восстановлена деятельность прихода в Гонконге, в Шэньчжэне, Гуанчжоу, Даляне совершаются православные богослужения, доступные для иностранных граждан. Однако эти приходы официально не являются частью Китайской православной церкви.
Как писала «Независимая газета» в январе 2020 года, «часто богослужения совершаются на квартирах, что нарушает китайское законодательство. Церковные же здания русской духовной миссии, несмотря на начатый в 1980-х годах процесс реституции, находятся в собственности КНР. Заявлять на них права некому, так как КАПЦ на национальном уровне не представлена. В настоящее время она существует только „канонически“, то есть, по словам священника Дионисия Голубева, „в умственных построениях“». Как отмечал сотрудник ОВЦС Дмитрий Петровский в 2021 году: «в Китае нет сейчас православной религиозной организации (ни общекитайской, ни региональной), процесс восстановления юридического статуса КАПЦ идет крайне медленно. Но надеемся, что со временем это произойдёт. <…> Для обеспечения духовных нужд наших соотечественников мы не открываем отличных от КАПЦ структур в Китае, а ожидаем, что в результате планомерного диалога с властями Китая мы достигнем более значимых результатов, чем сейчас».

## История православия в Китае
Современная история православия в Китае началась в конце XVII века, когда пленённые в 1684 году китайской армией казаки крепости Албазин во главе со священником Максимом Леонтьевым были увезены в Пекин и основали там русскую общину и духовную миссию.
Действовавшая с XVII века в Пекине Русская духовная миссия играла важную роль в установлении и поддержании российско-китайских отношений, была центром научного изучения Китая и подготовки первых русских синологов. Из-за отсутствия дипломатических отношений между обоими государствами служители миссии в течение длительного времени являлись неофициальными представителями российского правительства в Китае.
В начале XX века в Китае началось строительство новых православных храмов: в 1900 году в Харбине был освящён Никольский собор, построенный из дерева в стиле русских шатровых церквей; были заложены церкви при станциях КВЖД (среди которых одной из первых была построена в 1901 году Сергиевская церковь в Имяньпо); приобретён участок и начато строительство подворья миссии с Благовещенским храмом в Харбине.
Ихэтуаньское восстание 1900 года, разгромившее здания Пекинской Миссии и физически уничтожившее 222 православных китайца, нанесло сокрушительный удар в деле проповеди Православия в Китае.
Тем не менее в 1900 году в Харбине было открыто Благовещенское подворье, а начиная с 1902 года деятельность Пекинской духовной миссии была не только восстановлена, но и получила дополнительное развитие — Начальник Миссии архимандрит Иннокентий (Фигуровский) был хиротонисан в епископа, усилены материальные средства, выделяемые на Миссию.
Сложным и вместе с тем плодотворным стал период после 1917 года, когда из России в Китай пришли сотни тысяч православных беженцев, нашедших убежище в Китае. К 1949 году в Китае было построено до 106 православных храмов. После «исхода» русских верующих из Китая в 1949 году в стране оставалось более 10 000 православных христиан.
Ввиду политических обстоятельств, в 1954 году Русская Духовная Миссия в Китае была упразднена. В её ведении к тому времени было более 100 храмов и молитвенных домов; всё её имущество было передано Китайской Народной Республике и посольству СССР. Бэйгуань (Северное подворье), где находилось три храма, женский монастырь, большая часть строений, и в состав которой входил исторический участок земли, впервые отведённый в Пекине для нужд православной миссии в 1985 году, отошёл посольству СССР. Главный храм Миссии в честь Всех святых мучеников, близ которого были похоронены начальники Миссии и в котором покоились мощи китайских мучеников и тела членов Императорской семьи, расстрелянных в Алапаевске, был разрушен, поруганию были подвергнуты и прочие храмы. Храмы вне территории посольства ветшали и сносились.

## Китайская автономная православная церковь
24 апреля 1956 года начальник отдела культов при Госсовете КНР Хэ Ченсян дал разрешение на назначение архимандрита Василия (Шуана) епископом Пекинским, который должен был также временно исполнять обязанности главы Китайской православной церкви.
23 ноября 1956 года Священный синод РПЦ принял решение о даровании Православной церкви в Китае автономии и хиротонии во епископа Пекинского архимандрита Василия (Шуана). Последний был рукоположён во епископа Пекинского 30 мая 1957 года в Москве.
После смерти епископа Пекинского и Китайского Василия (Шуана) (1962) и епископа Шанхайского Симеона (Ду) (1965) Китайская православная церковь лишилась епископской иерархии.
«Культурная революция» 1966—1976 годов разрушила Китайскую автономную православную церковь. Были закрыты все православные храмы, многие из них были разрушены, многие священники претерпели гонения, ссылки, некоторые были убиты. Были осквернены мощи и иконы. До смерти Мао Цзэдуна в КНР нельзя было гласно вспоминать о Православии — в эти годы «культурной революции» Церковь сохранялась в сердцах немногих оставшихся православных христиан. Богослужения на территории Китая не совершались более 20 лет.
Православие в Китае начало возрождаться в середине 1980-х годов. В 1986 году была открыта для богослужения Покровская церковь в Харбине, где служил единственный получивший государственную регистрацию православный священник-китаец — протоиерей Григорий Чжу.
31 января 1994 года вступило в силу положение о регулировании религиозной деятельности иностранных граждан на территории КНР, позволяющее иностранным священнослужителям совершать богослужения по приглашению китайских религиозных организаций при согласии управления по делам религии при Госсовете КНР.
В 1996 году Григорий Чжу получил антиминс и миро от Московской патриархии и использовал их при богослужении до своей кончины в 2000 году.
17 февраля 1997 года Священный синод РПЦ постановил:

Поскольку в настоящее время Китайская Автономная Православная Церковь не имеет своего Предстоятеля, впредь до его избрания Поместным Собором этой Церкви, в соответствии с православными канонами, каноническое управление епархиями Китайской Автономной Православной Церкви осуществляется Предстоятелем Матери-Церкви — Патриархом Московским и всея Руси. Решение практических вопросов по урегулированию православной жизни в Китае в рамках, соответствующих китайскому законодательству, поручить председателю Отдела внешних церковных сношений.
Многократные попытки священника Михаила Ли добиться разрешения совершать богослужения не увенчались успехом, вследствие чего в мае 1999 года по приглашению архиепископа Илариона (Капрала) эмигрировал в Австралию, где 28 июня того же года возглавил Русско-Китайскую православную миссию в Австралии в юрисдикции Русской православной церкви заграницей.
В сентябре 2000 года в Харбине скончался настоятель Покровского храма города Харбина отец Григорий Чжу, единственный православный священник, официально служивший в то время в Китае.
В декабре 2000 года сотрудник ОВЦС священник Дионисий Поздняев, узнав, что потомки русских переселенцев в Трёхречье сохранили православную веру, совершил поездку в Лабдарин, где обнаружил построенный в 1990—1999 годы каменный православный храм. В связи с этим, 27 декабря 2000 года Священный синод Русской православной церкви постановил «Временное архипастырское попечение о пастве Китайской Автономной Православной Церкви, проживающей в Автономном Районе Внутренняя Монголия Китайской Народной Республики, возложить на епископа Читинского и Забайкальского Евстафия в координации с Отделом внешних церковных связей Московского Патриархата».
16 декабря 2003 года в Пекине умер протоиерей Александр Ду.
В 2003—2004 годы протоиерей Дионисий Поздняев возродил приход в честь апостолов Петра и Павла в Гонконге, который был официально восстановлен 6 октября 2008 года решением Священного синода.
1 марта 2005 года вступили в силу новые «Положения о религиозных делах», которые расширили религиозные свободу китайских граждан
С 2005 года усилиями иерея Алексия Киселевича начинаются богослужения в Шанхае в помещении российского генерального консульства. С 2008 года там же служили двое оставшихся в живых священнослужителей Китайской автономной православной церкви — иерей Михаил Ван и протодиакон Евангел Лу.
30 августа 2009 года был освящён храм в честь святителя Иннокентия Иркутского в городе Лабудалинь (Лабдарин) — центре уезда Аргунь-Юци городского округа Хулун-Буир на северо-востоке автономного района Внутренняя Монголия; освящение совершил шанхайский священник Михаил Ван в сослужении настоятеля прихода святых первоверховных апостолов Петра и Павла в Гонконге протоиерея Дионисия Поздняева. Открыт также Храм преподобного Сергия Радонежского в городе Шэньчжэнь (провинция Гуандун).
13 октября 2009 года епископом Егорьевским Марком (Головковым) был освящён Успенский храм, восстановленный на территории Посольства России в Пекине. На втором этаже восстановленного храма были созданы музей Миссии в Пекине и библиотека православной общины Успенского храма.
В сентябре 2010 года делегация Государственного управления КНР по делам религий посетила Россию в качестве гостей Русской православной церкви и познакомилась с Московскими и Санкт-Петербургскими духовными школами для определения места обучения студентов из Китая.
Указом Патриарха Московского и всея Руси Кирилла от 7 февраля 2011 года на базе московского храма святителя Николая в Голутвине было учреждено Китайское Патриаршее подворье, настоятелем которого назначен протоиерей Игорь Зуев.
10-15 мая 2013 года впервые состоялся визит Патриарха Московского и всея Руси в пределы Китайской православной церкви. В ходе визита Патриарх Кирилл встретился с Председателем Китайской Народной Республики Си Цзиньпином и другими государственными деятелями КНР, совершил богослужения в Пекине, Харбине и Шанхае встречался с китайскими православными верующими, 12 мая в Пекине, презентовал свою книгу «Свобода и ответственность» на китайском языке.

## Епархии
В настоящее время на канонической территории Китайской православной церкви нет ни одного епископа и критически не хватает священников.
| Название епархии                                    | Дата основания | Правящий архиерей                                                                     | Административный центр | Приходов           | Монастырей | Благочиний                  | Примечания                                                                                         |
| --------------------------------------------------- | -------------- | ------------------------------------------------------------------------------------- | ---------------------- | ------------------ | ---------- | --------------------------- | -------------------------------------------------------------------------------------------------- |
| Пекинская митрополия                                | 1918           | вдовствует; С 2009 года временно управляющий — Патриарх Московский и всея Руси Кирилл | Пекин                  | 1                  | нет        | 2 (Пекинское и Гонконгское) | |
| Харбинская                                          | 1922           | вдовствует; С 2009 года временно управляющий — Патриарх Московский и всея Руси Кирилл | Харбин                 | 1                  | нет        |                             | |
| Шанхайская                                          | 1922           | вдовствует; С 2009 года временно управляющий — Патриарх Московский и всея Руси Кирилл | Шанхай                 | не зарегистрирован | нет        |                             | |
| Тяньцзиньская                                       | 1922           | вдовствует; С 2009 года временно управляющий — Патриарх Московский и всея Руси Кирилл | Тяньцзинь              | 1                  | нет        |                             | |
| Синьцзянская                                        | 1934           | Александр (Могилёв) (с 5 марта 2010) в/у, митрополит Астанайский                      | Урумчи                 | 1                  | нет        |                             | С 2002 года временное архипастырское попечение осуществляет митрополит Астанайский и Алма-Атинский |
| Приходы в автономном районе Внутренняя Монголия КНР | 2000           | Димитрий (Елисеев) (с 3 июня 2016) в/у, митрополит Читинский                          | Хух-Хото               | 1                  | нет        |                             | С 2000 года временное архипастырское попечение осуществляет епископ Читинский и Краснокаменский    |

Православие признано как религия русского национального меньшинства в специальных автономных районах Синьцзян и Внутренняя Монголия, провинции Хэйлунцзян.

## Предстоятели
- 30 мая 1957 — 3 января 1962 — Василий (Шуан), епископ Пекинский и Китайский
- январь 1962 — 3 марта 1965, в/у — Симеон (Ду), епископ Шанхайский
- 17 февраля 1997 — 5 декабря 2008. в/у — Алексий II, патриарх Московский и всея Руси
- с 6 декабря 2008, в/у — Кирилл, патриарх Московский и всея Руси